# Canton de Lectoure-Lomagne
Le canton de Lectoure-Lomagne est une circonscription électorale française du département du Gers créée par le décret du 26 février 2014 et entrée en vigueur lors des premières élections départementales suivant la publication du décret.

## Histoire
Un nouveau découpage territorial du Gers entre en vigueur à l'occasion des élections départementales de 2015. Il est défini par le décret du 26 février 2014, en application des lois du 17 mai 2013 (loi organique 2013-402 et loi 2013-403). Les conseillers départementaux sont, à compter de ces élections, élus au scrutin majoritaire binominal mixte. Les électeurs de chaque canton élisent au Conseil départemental, nouvelle appellation du Conseil général, deux membres de sexe différent, qui se présentent en binôme de candidats. Les conseillers départementaux sont élus pour 6 ans au scrutin binominal majoritaire à deux tours, l'accès au second tour nécessitant 12,5 % des inscrits au 1er tour. En outre la totalité des conseillers départementaux est renouvelée. Ce nouveau mode de scrutin nécessite un redécoupage des cantons dont le nombre est divisé par deux avec arrondi à l'unité impaire supérieure si ce nombre n'est pas entier impair, assorti de conditions de seuils minimaux. Dans le Gers, le nombre de cantons passe ainsi de 31 à 17.
Le canton de Lectoure-Lomagne est formé de communes des anciens cantons de Lectoure (13 communes), de Miradoux (9 communes), de Condom (3 communes) et de Saint-Clar (1 commune). Le canton est entièrement inclus dans l'arrondissement de Condom. Le bureau centralisateur est situé à Lectoure.

## Représentation
| Période élective | Période élective | Mandat | Mandat            | Identité                 | Nuance | Nuance | Qualité                                                                                              |
| ---------------- | ---------------- | ------ | ----------------- | ------------------------ | ------ | ------ | --- |
| 2015             | 2021             | 2015   | 2021              | Xavier Ballenghien       |        | LR     | Exploitant agricole, maire de Flamarens (2001-2020) Ancien conseiller général du Canton de Miradoux  |
| 2015             | 2021             | 2015   | 2021              | Valérie Manissol         |        | DVD    | Chef d'entreprise à Saint-Mézard                                                                     |
| 2021             | 2028             | 2021   | 2022 (annulation) | Xavier Ballenghien       |        | LR     | Conseiller sortant, Président de la Communauté de communes de la Lomagne gersoise, Maire de Lectoure |
| 2021             | 2028             | 2021   | 2022 (annulation) | Valérie Manissol         |        | DVD    | Conseillère sortante, Première adjointe au maire de Lectoure                                         |
| 2021             | 2028             | 2023   | 2028              | Patricia Fournex-Marrocq |        | DVG    | Conseillère municipale de Lectoure                                                                   |
| 2021             | 2028             | 2023   | 2028              | Dominique Gonella        |        | PS     | Maire de Marsolan                                                                                    |

### Résultats détaillés

#### Élections de mars 2015
Lors des élections départementales de 2015, le binôme composé de Xavier Ballenghien et Valérie Manissol (DVD) est élu au premier tour avec 53,47 % des suffrages exprimés, devant le binôme composé de Georges Courtes et Suzanne Macabiau (PS) (32,28 %). Le taux de participation est de 62,32 % (4 673 votants sur 7 498 inscrits) contre 60,11 % au niveau départemental et 50,17 % au niveau national.

#### Élections de juin 2021
Le premier tour des élections départementales de 2021 est marqué par un très faible taux de participation (33,26 % au niveau national). Dans le canton de Lectoure-Lomagne, ce taux de participation est de 51,62 % (3 901 votants sur 7 557 inscrits) contre 44,9 % au niveau départemental. À l'issue de ce premier tour,  le binôme constitué de Xavier Ballenghien et Valérie Manissol (DVD, 54,53 %), est élu avec 54,53 % des suffrages exprimés.
Le second tour des élections est marqué une nouvelle fois par une abstention massive équivalente au premier tour. Les taux de participation sont de 34,36 % au niveau national, 44,59 % dans le département et 51,62 % dans le canton de Lectoure-Lomagne. Xavier Ballenghien et Valérie Manissol (DVD) sont élus avec 54,53 % des suffrages exprimés (1 999 voix pour 3 901 votants et 7 557 inscrits),,.
L'élection de 2021 a été annulée par le Conseil d'État. Un nouveau scrutin est prévu le 5 et le 12 mars 2023.

#### Élections partielles de mars 2023
Le premier tour des élections départementales partielles de ce canton est marqué par un très faible taux de participation (39,9%). À l'issue de ce premier tour,  le binôme constitué de Patricia Fournex-Marrocq et Dominique Gonella (DVG), arrive en tête avec 51,7 % des suffrages exprimés. Ils sont suivis par Aurélie Cazaubon et Sylvain Pouchès (DVD) qui ont obtenu 26,8% des voix.
Le second tour des élections est marqué une nouvelle fois par une abstention massive de 59,9%. Patricia Fournex-Marrocq et Dominique Gonella (DVG) sont élus avec 63,4% des suffrages exprimés (1 841 voix pour 3 094 votants et 7 556 inscrits).

## Composition
Le canton de Lectoure-Lomagne comprend vingt-six communes entières.
| Nom                              | Code Insee | Intercommunalité          | Superficie (km2) | Population (dernière pop. légale) | Densité (hab./km2) | Modifier                                    |
| -------------------------------- | ---------- | ------------------------- | ---------------- | --------------------------------- | ------------------ | ------------------------------------------- |
| Lectoure (bureau centralisateur) | 32208      | CC de la Lomagne gersoise | 84,93            | 3 685 (2022)                      | 43                 | modifier les données · modifier les données |
| Berrac                           | 32047      | CC de la Lomagne gersoise | 7,99             | 114 (2022)                        | 14                 | modifier les données · modifier les données |
| Castéra-Lectourois               | 32082      | CC de la Lomagne gersoise | 18,86            | 337 (2022)                        | 18                 | modifier les données · modifier les données |
| Castet-Arrouy                    | 32085      | CC de la Lomagne gersoise | 8,04             | 174 (2022)                        | 22                 | modifier les données · modifier les données |
| Flamarens                        | 32131      | CC de la Lomagne gersoise | 14,36            | 136 (2022)                        | 9,5                | modifier les données · modifier les données |
| Gazaupouy                        | 32143      | CC de la Ténarèze         | 20,94            | 245 (2022)                        | 12                 | modifier les données · modifier les données |
| Gimbrède                         | 32146      | CC de la Lomagne gersoise | 24,98            | 285 (2022)                        | 11                 | modifier les données · modifier les données |
| L'Isle-Bouzon                    | 32158      | CC Bastides de Lomagne    | 15,95            | 248 (2022)                        | 16                 | modifier les données · modifier les données |
| Lagarde                          | 32176      | CC de la Lomagne gersoise | 8,85             | 123 (2022)                        | 14                 | modifier les données · modifier les données |
| Larroque-Engalin                 | 32195      | CC de la Lomagne gersoise | 6,16             | 45 (2022)                         | 7,3                | modifier les données · modifier les données |
| Ligardes                         | 32212      | CC de la Ténarèze         | 11,30            | 206 (2022)                        | 18                 | modifier les données · modifier les données |
| Marsolan                         | 32239      | CC de la Lomagne gersoise | 26,14            | 442 (2022)                        | 17                 | modifier les données · modifier les données |
| Mas-d'Auvignon                   | 32241      | CC de la Lomagne gersoise | 13,74            | 169 (2022)                        | 12                 | modifier les données · modifier les données |
| Miradoux                         | 32253      | CC de la Lomagne gersoise | 34,58            | 532 (2022)                        | 15                 | modifier les données · modifier les données |
| Pergain-Taillac                  | 32311      | CC de la Lomagne gersoise | 19,38            | 335 (2022)                        | 17                 | modifier les données · modifier les données |
| Peyrecave                        | 32314      | CC de la Lomagne gersoise | 5,07             | 70 (2022)                         | 14                 | modifier les données · modifier les données |
| Plieux                           | 32320      | CC de la Lomagne gersoise | 12,27            | 159 (2022)                        | 13                 | modifier les données · modifier les données |
| Pouy-Roquelaure                  | 32328      | CC de la Lomagne gersoise | 11,04            | 115 (2022)                        | 10                 | modifier les données · modifier les données |
| La Romieu                        | 32345      | CC de la Lomagne gersoise | 27,48            | 547 (2022)                        | 20                 | modifier les données · modifier les données |
| Saint-Antoine                    | 32358      | CC des Deux Rives         | 9,80             | 192 (2022)                        | 20                 | modifier les données · modifier les données |
| Saint-Avit-Frandat               | 32364      | CC de la Lomagne gersoise | 7,55             | 97 (2022)                         | 13                 | modifier les données · modifier les données |
| Saint-Martin-de-Goyne            | 32391      | CC de la Lomagne gersoise | 5,60             | 126 (2022)                        | 23                 | modifier les données · modifier les données |
| Saint-Mézard                     | 32396      | CC de la Lomagne gersoise | 15,11            | 247 (2022)                        | 16                 | modifier les données · modifier les données |
| Sainte-Mère                      | 32395      | CC de la Lomagne gersoise | 9,43             | 204 (2022)                        | 22                 | modifier les données · modifier les données |
| Sempesserre                      | 32429      | CC de la Lomagne gersoise | 20,99            | 313 (2022)                        | 15                 | modifier les données · modifier les données |
| Terraube                         | 32442      | CC de la Lomagne gersoise | 25,14            | 361 (2022)                        | 14                 | modifier les données · modifier les données |
| Canton de Lectoure-Lomagne       | 3214       |                           | 465,68           | 9 507 (2022)                      | 20                 | modifier les données                        |

## Démographie
En 2022, le canton comptait 9 507 habitants, en évolution de −0,5 % par rapport à 2016 (Gers : +1,04 %, France hors Mayotte : +2,11 %).
| 2013  | 2018  | 2022  |
| ----- | ----- | ----- |
| 9 674 | 9 519 | 9 507 |